# Höhlensittich
Der Höhlensittich (Pezoporus occidentalis), auch als Nachtsittich  bezeichnet, ist eine seltene Papageienart aus der Gattung der Erdsittiche (Pezoporus).

## Merkmale
Der Höhlensittich erreicht eine Größe von 22 bis 25 Zentimetern. Er weist Ähnlichkeiten mit dem Erdsittich auf, unterscheidet sich von diesem jedoch durch seinen kürzeren Schwanz. Das Gefieder ist hauptsächlich gelblich-grün, wobei jede Feder dunkelbraune, schwarze und gelbe Streifen zeigt. Der Unterbauch, die Oberschenkel und die Unterschwanzdecken sind gelb. Die Unterflügeldecken sind hellgrün. Die Außenfahnen der Handdecken sowie die Hand- und Armschwingen sind gelblichgrün. An der Unterseite der Hand- und Armschwingen ist ein hellgelber Flügelsaum zu erkennen. Die Oberseite der Steuerfedern ist dunkelbraun mit blassen gelblichen und grünlichen Schaftlinien. Die Unterseite der Schwanzfedern ist bräunlich. Die äußeren Schwanzfedern zeigen deutliche gelbe Streifen. Der Schnabel ist hornfarben. Um die schwarze Iris verläuft ein schmaler Augenring. Die Füße sind braun. Die Krallen sind kürzer und weniger gekrümmt als bei anderen Sitticharten. Der Habitus der juvenilen Vögel ist kaum beschrieben. Sie sollen den Altvögeln ähnlich sehen, jedoch mit einem dunkleren Gefieder und mit einer gelblichen Kehle.

## Stimme
Die Lautäußerungen bestehen aus kurzen scharfen Schreien und tiefen zweisilbigen oder langgezogenen melodischen Pfiffen. Der Alarmruf erinnert an Froschquaken.

## Verbreitung

Orte, an denen der Höhlensittich bisher beobachtet wurde

Es gibt vom Höhlensittich weniger als fünfzig belegte Beobachtungen. Diese Sichtungen stammen überwiegend aus der Zeit vor 1880. Die Beobachtungen wurden in vielen Regionen Inneraustraliens gemacht und umfassen alle Bundesstaaten und Territorien des Outbacks. Zuverlässige Beobachtungen gab es beispielsweise 1979, als ein Trupp von vier Vögeln am Lake Perigundi im äußersten Nordosten von South Australia gesehen wurde. 2005 wurde ein kleiner Trupp an einem Wasserloch in Pilbara, Westaustralien, beobachtet. Generell ist der Höhlensittich eine sehr schwer zu beobachtende Art, da er offensichtlich nachtaktiv ist und, obwohl er flugfähig ist, die meiste Zeit am Boden verbringt, wo der Unterwuchs eine Beobachtung erschwert. Es ist außerdem sehr wahrscheinlich, dass er nomadisch umherzieht und Nahrungsquellen opportunistisch ausnutzt.
Möglicherweise lässt sich das Verbreitungsgebiet aber weiter eingrenzen: 1990 wurde 200 Kilometer entfernt von dem 2006er Fund bereits einmal ein toter Höhlensittich aufgefunden. 2013 gelang es dem australischen Tierfilmer John Young, den Höhlensittich in der Region des Lake Eyre in Queensland zu finden. Er hat Foto-, Video und Tonaufnahmen des Vogels gemacht, die von Experten als echt angesehen werden. Der genaue Fundort soll geheim bleiben, um den Vogel nicht zu gefährden.

## Lebensraum
Der Höhlensittich bewohnt das Chenopodiaceen-Buschland, das Hummock-Grasland mit einer Vegetation, die überwiegend aus Stachelkopfgräsern und Gräsern der Gattung Plechtrachne besteht sowie das Mitchell-Grasland, das von der Gattung Astrebla dominiert wird.

## Lebensweise
Der Höhlensittich ist nachtaktiv und geht einige Zeit nach Sonnenuntergang einzeln auf Nahrungssuche. Die Nahrung besteht aus Samen von verschiedenen Gräsern, wobei die Samen der Spinifex-Gattung Triodia bevorzugt werden. Er lebt hauptsächlich auf dem Boden und kann gut rennen. Tagsüber verharrt er geräuschlos in der Spinifex-Vegetation. Durch seine Gefiedermusterung ist er gut getarnt. Er ist ein schlechter Flieger und bei Tag fliegt er nur, wenn Gefahr besteht.  Der Flug ist nahe am Boden und ziemlich langsam. Während der Nacht kann er auch längere Strecken im Gleitflug zurücklegen. Während der Nahrungssuche besucht er mehrmals Wasserlöcher, trinkt schnell und verschwindet dann wieder. Bei starken Dürren wandert er vermutlich in andere Gebiete ab.

## Fortpflanzungsverhalten
Die Brutperiode  ist unbekannt, aber vermutlich vom Nahrungsangebot abhängig. Das Nest ist gewöhnlich eine Kammer im Spinifex-Gebüsch und hat einen Durchmesser von 25 Zentimetern. Es ist über einen Tunnel von 8 Zentimeter Durchmesser zu erreichen. Der Boden ist mit Blättern, Grashalmen und kleinen Zweigen ausgelegt. Das Gelege besteht aus vier bis fünf Eiern. In einem Fall wurden vier Junge im Nest beobachtet. Die Eier haben eine Größe von 25,2 × 19,6 mm. Weitere Informationen zum Fortpflanzungsverhalten liegen nicht vor.

## Bestand und Gefährdung
Vor dem Fund eines überfahrenen Exemplars im Jahre 1990 war der Höhlensittich nur von 22 Museumsexemplaren bekannt. Davon stammen 21 aus dem 19. Jahrhundert. Ein weiteres, das 1912 bei Nichol Spring in Western Australia gesammelt wurde, war in einem sehr schlechten Zustand und ging später verloren. In der Folgezeit gab es mehrere unbestätigte Sichtungen, darunter eine im Jahre 1979 durch den Ornithologen Shane A. Parker vom South Australian Museum im äußersten Nordwesten von South Australia. 1988 setzte der australische Unternehmer Dick Smith eine Belohnung von 50.000 Dollar für die Wiederentdeckung des Höhlensittichs aus. Im Oktober 1990 konnten die Ornithologen Walter E. Boles, Max Thompson und Wayne Longmore mit dem Fund eines toten Höhlensittichs auf einer Landstraße nahe Boulia im nordwestlichen Queensland nachweisen, dass die Art noch existiert. Daraufhin wurden in den 1990er-Jahren mindestens fünf ausgedehnte Suchexpeditionen und zwei breit angelegte Öffentlichkeitskampagnen durchgeführt, die jedoch fehlschlugen. Im April 2005 gelang es erneut, drei Exemplare bei Minga Qwirriawirrie Well in der Nähe der Fortescue Marshes innerhalb der Pilbara-Region in Western Australia zu beobachten, jedoch ohne fotografischen Beleg. Eine erneute Suche in der Region zwischen 2005 und 2006 erbrachte keine Bestätigung. Im November 2006 fanden Wildlife Service Rangers ein totes Exemplar im Diamantina-Nationalpark in Queensland, das anscheinend Wochen zuvor mit einem Zaun kollidiert war. Im Mai 2013 gelangen dem australischen Tierfilmer John Young die ersten Fotoaufnahmen eines lebenden Höhlensittichs, die er im Juli 2013 auf einer Pressekonferenz präsentierte. Ostern 2015 konnte der Ornithologe Steve Murphy ein lebendes Exemplar fangen, fotografieren und filmen. Im August 2015 wurden diese Aufnahmen von der Tageszeitung The Australian veröffentlicht. 2017 wurde der Höhlensittich in Western Australia wiederentdeckt.
Als Hauptgefährdung gelten die Nachstellung durch Beutegreifer wie Füchse und verwilderte Katzen, veränderte Brandgefahren, Nahrungskonkurrenz mit und Degradierung der Lebensräume nahe den Wasserstellen durch Kaninchen sowie Wasserknappheit als Ergebnis der Überinanspruchnahme der Wasserstellen durch verwilderte Kamele. Das Verschwinden des Höhlensittichs bei Innamincka und Alice Springs hängt vermutlich mit der Ankunft von verwilderten Katzen in dieser Region zusammen. 2016 wurde ein Höhlensittich-Nest entdeckt, das jedoch von einer Mulgaschlange geplündert wurde. BirdLife International schätzt den Bestand auf 40 bis 500 Exemplare und stuft den Höhlensittich in die Kategorie „vom Aussterben bedroht“ (critically endangered) ein.

## Systematik
Der Höhlensittich galt lange als einziger Vertreter der Gattung Geopsittacus. Aufgrund phylogenetischer Gemeinsamkeiten zwischen dem Höhlensittich und dem Erdsittich (Pezoporus wallicus) wurde die Art 1994 in die Gattung Pezoporus gestellt.